# Pałac w Jezierzycach Małych
Pałac w Jezierzycach Małych – zabytkowy pałac wybudowany w  XVI w. w Jezierzycach Małych.

## Położenie
Pałac położony jest w Jezierzycach Małych – przysiółku wsi w Polsce, w województwie dolnośląskim, w powiecie strzelińskim, w gminie Kondratowice.

## Historia
Obiekt jest częścią zespołu pałacowego, w skład którego wchodzą jeszcze park z terenem ogrodów gospodarczych, z 1730 r., zmiany w drugiej połowie XIX w.; ruina oficyny, z 1730 r.; folwark, z trzeciej ćwierci XIX w.: dwie obory, cielętnik, gorzelnia.